# Nissan Frontier
Il Nissan Frontier è un pick-up dalla casa automobilistica giapponese Nissan Motor, prodotto in due generazioni dal 1997 al 2021 sulla base della Nissan Navara per poi diventare un modello a sé stante con la terza generazione introdotta nel 2021 e venduta esclusivamente in Nord America.

## Contesto e origini

### 1997-2021

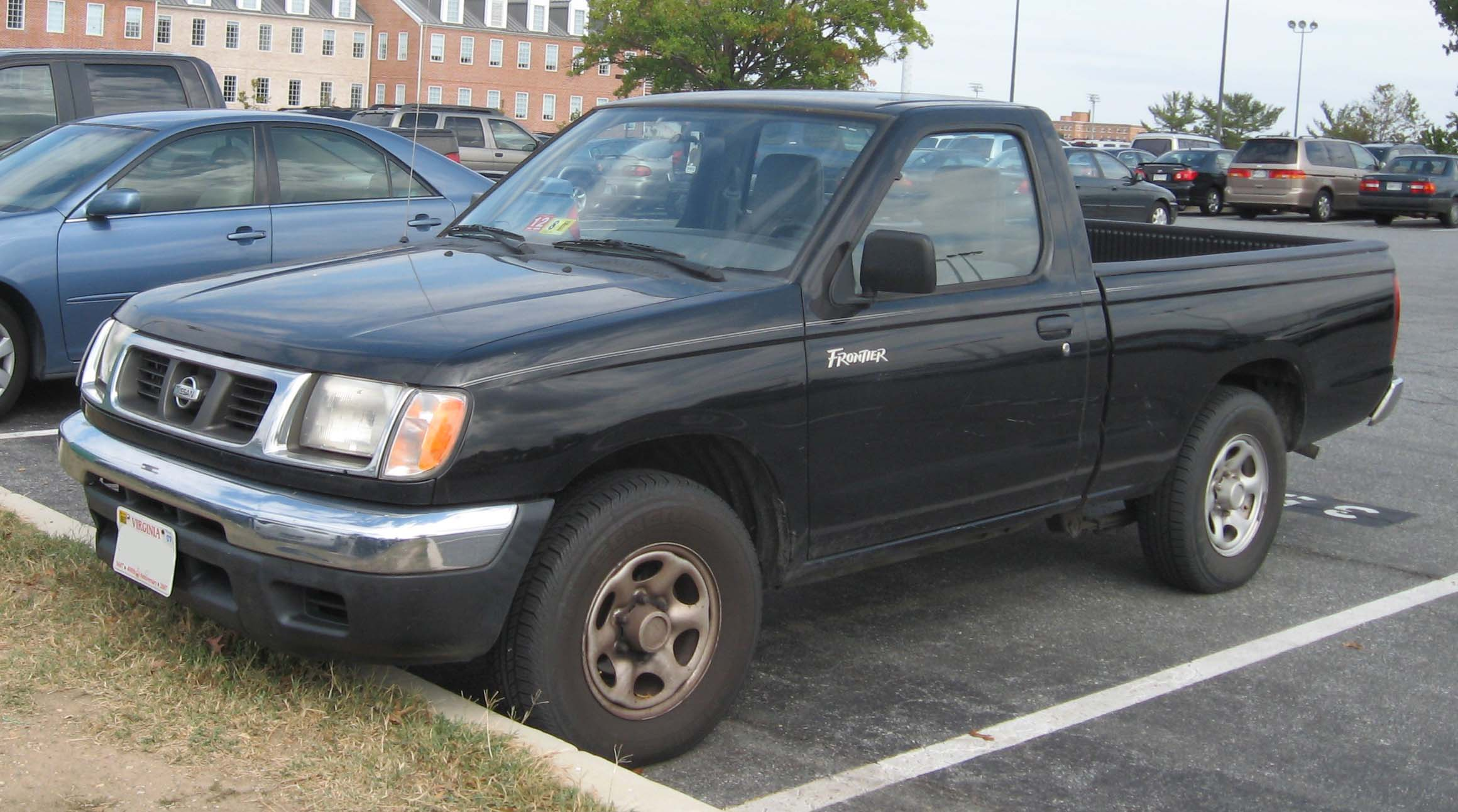
Frontier 1ª serie

Il nome Frontier in origine era stato utilizzato dalla Nissan per chiamare un pick-up realizzato sulla base della Nissan Navara, venduto tra il 1997 e il 2021 negli Stati Uniti e in Canada.
La Frontier è stata introdotta negli Stati Uniti e in Canada nel 1997 per sostituire la Nissan Hardbody. In altri mercati, la Frontier veniva venduto con altri nomi come NP300, Hardbody o PickUp. Nel 2004 è arrivata la seconda generazione. Entrambe le generazioni erano perlopiù identiche alla contemporanea Nissan Navara, con lievi modifiche per adattarla al mercato nordamericano.

## Descrizione

### Dal 2021

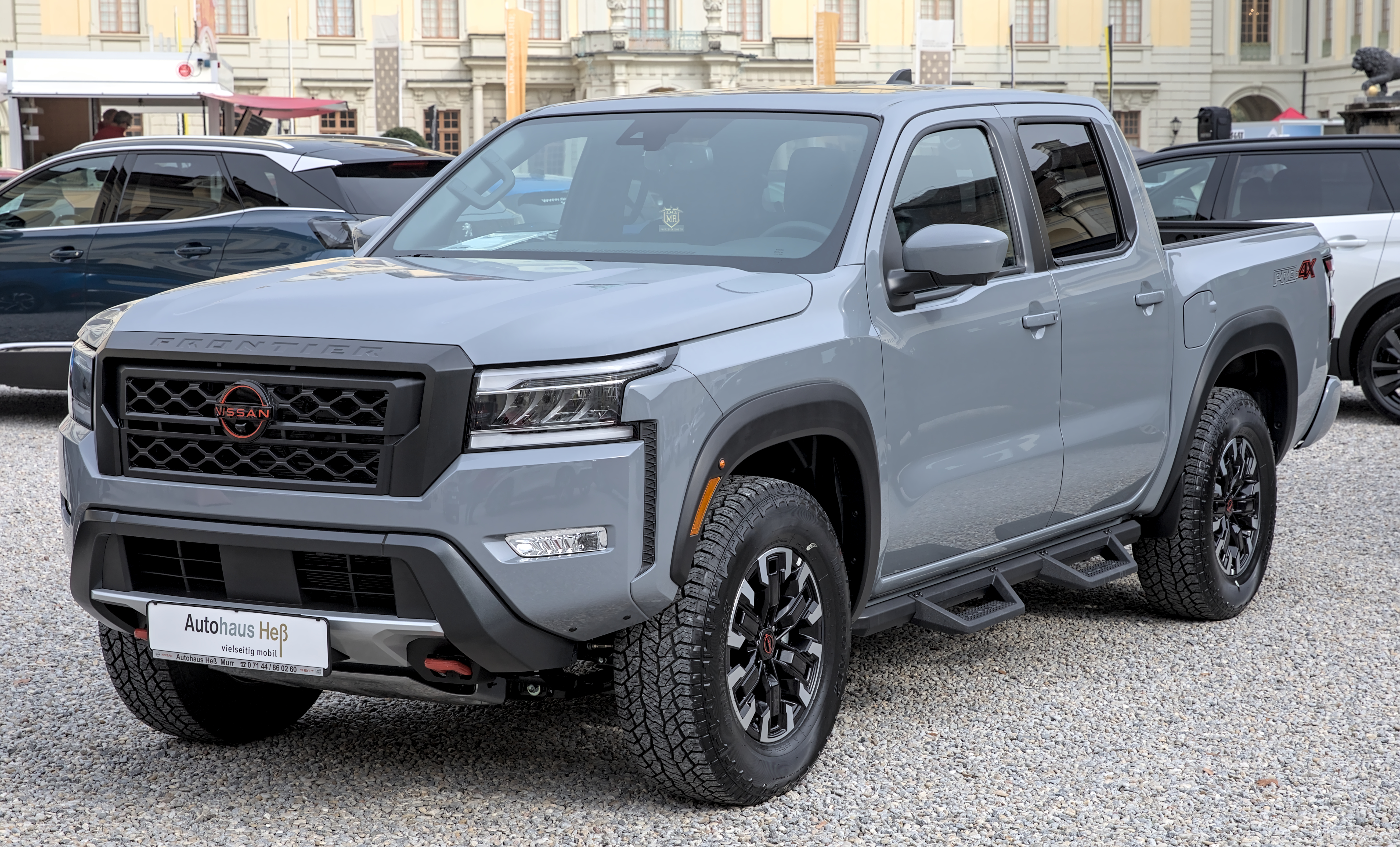
Frontier 3ª serie

Il 4 febbraio 2021 è stata presentata la terza generazione della Frontier, realizzata su di un telaio e una meccanica dedicata esclusivamente al mercato nordamericano. La Frontier di terza generazione è più lunga di 13 cm rispetto alla Frontier di seconda generazione. Il veicolo viene costruito su di un telaio realizzato in acciaio ad alta resistenza ed è disponibile in due varianti di passo, a cabina singola o doppia, con trazione posteriore o a quattro ruote motrici. Il veicolo è in grado di trasportare fino a 730 kg di carico utile o di trainare fino a 3048 kg.
I livelli d'allestimento sono quattro: S, SV, Pro-X e Pro-4X. In Canada non viene importata la versione a due ruote motrici, con l'unico allestimento disponibile che è quello a trazione integrale. La versione top di gamma Pro-4X si differenzia dalle altre per avere di serie il differenziale con bloccaggio a controllo elettronico, ammortizzatori Bilstein e piastre di rinforzo paramotore nel sottoscocca.
Dal 29 settembre 2021 viene esportato anche in Messico.